# Pra Premier
Der Pra Premier ist ein 2279 m hoher Gipfel im Gebirgsmassiv Queyras der Cottischen Alpen. Er gehört zur Gemeinde Arvieux im Département Hautes-Alpes und liegt westlich der Passstraße des Col d’Izoard. Der Gipfel ist auch über einen Klettersteig zu erreichen.

## Klettersteig
Am Pra Premier befindet sich einer von zwei Klettersteigen in Arvieux. Er ist mit Drahtseilen und künstlichen Tritten versichert und verfügt am Einstieg und Ausstieg über jeweils zwei Varianten. Die leichtere Einstiegsvariante führt über eine 10 m lange Eisenleiter. Der Schwierigkeitsgrad reicht auf der Hüsler-Skala von mittel (K2-3) bis schwer (K4).